# 長崎県道257号大村外環状線
長崎県道257号大村外環状線（ながさきけんどう257ごう おおむらそとかんじょうせん）は、長崎県大村市を通る一般県道である。

## 概要
大村市沖田町から大村市久原に至る。
大村市の中心部を貫通する国道34号の迂回路としても利用される。大村市沖田町の大村市立郡中学校そばの国道34号「沖田町」交差点が起点である。
以前は、久原梶の尾団地線、久原池田線から大村外環状線と路線名が変更になっている。

### 路線データ
- 起点：大村市沖田町（国道34号交点）
- 終点：大村市久原（長崎県道37号大村貝津線交点）
- 総延長：2 km

## 歴史
- 2009年（平成21年） - 武部大橋が開通し、県道指定された。
- 2022年（令和4年）3月26日 - 竹松工区（1.97 km）が開通し、全線開通[1]。
- 2022年（令和4年）12月18日 - 愛称名を「サンシャインロード」と決定[2]。

## 地理

### 通過する自治体
- 大村市

### 交差する道路
| 交差する道路           | 交差する場所 | 交差する場所 |
| ---------------------- | ------------ | ------------ |
| 国道34号               | 沖田町       | 起点         |
| 国道444号              | 池田         |              |
| 長崎県道37号大村貝津線 | 久原         | 終点         |

### 交差する鉄道
- 大村線
- 西九州新幹線

### 沿線
- 熊本総合車両所大村車両管理室
- JR九州大村線 竹松駅
- JR九州大村線・西九州新幹線 新大村駅
- E34 長崎自動車道
  - 9 大村IC
  - 9-1 木場SIC
- 長崎リハビリテーション学院
- 大村市立大村中学校
- 国立病院機構長崎医療センター
- 活水女子大学
- 長崎県立大村特別支援学校
- 大村市立郡中学校